# 間瀬ダム
間瀬ダム（まぜダム）は、埼玉県本庄市児玉町小平、一級河川・利根川水系間瀬川に建設された東日本最古の農業用ダムである。間瀬堰堤と呼ばれることもある。

## 間瀬湖
ダム本体およびダム湖の景観は新日本百景、「ふるさとさいたま百選」、「利根川百選」に選ばれている。
周辺は県立上武自然公園の区域であり、サクラや、ヘラブナ釣りの名所としても有名である。
また、ダムによって出現した人造湖は間瀬湖として2010年（平成22年）3月25日に農林水産省のため池百選に選定された。

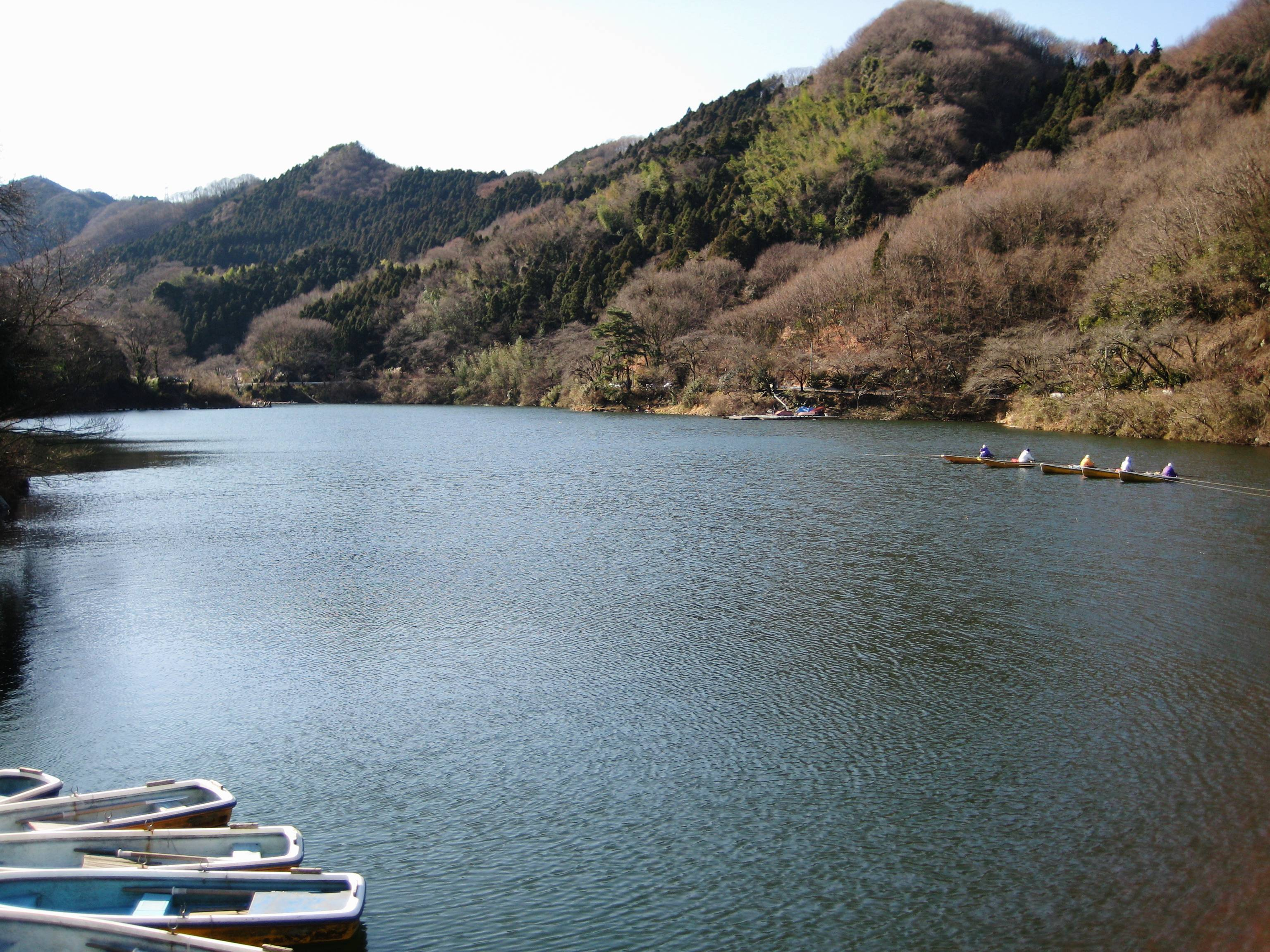
間瀬湖
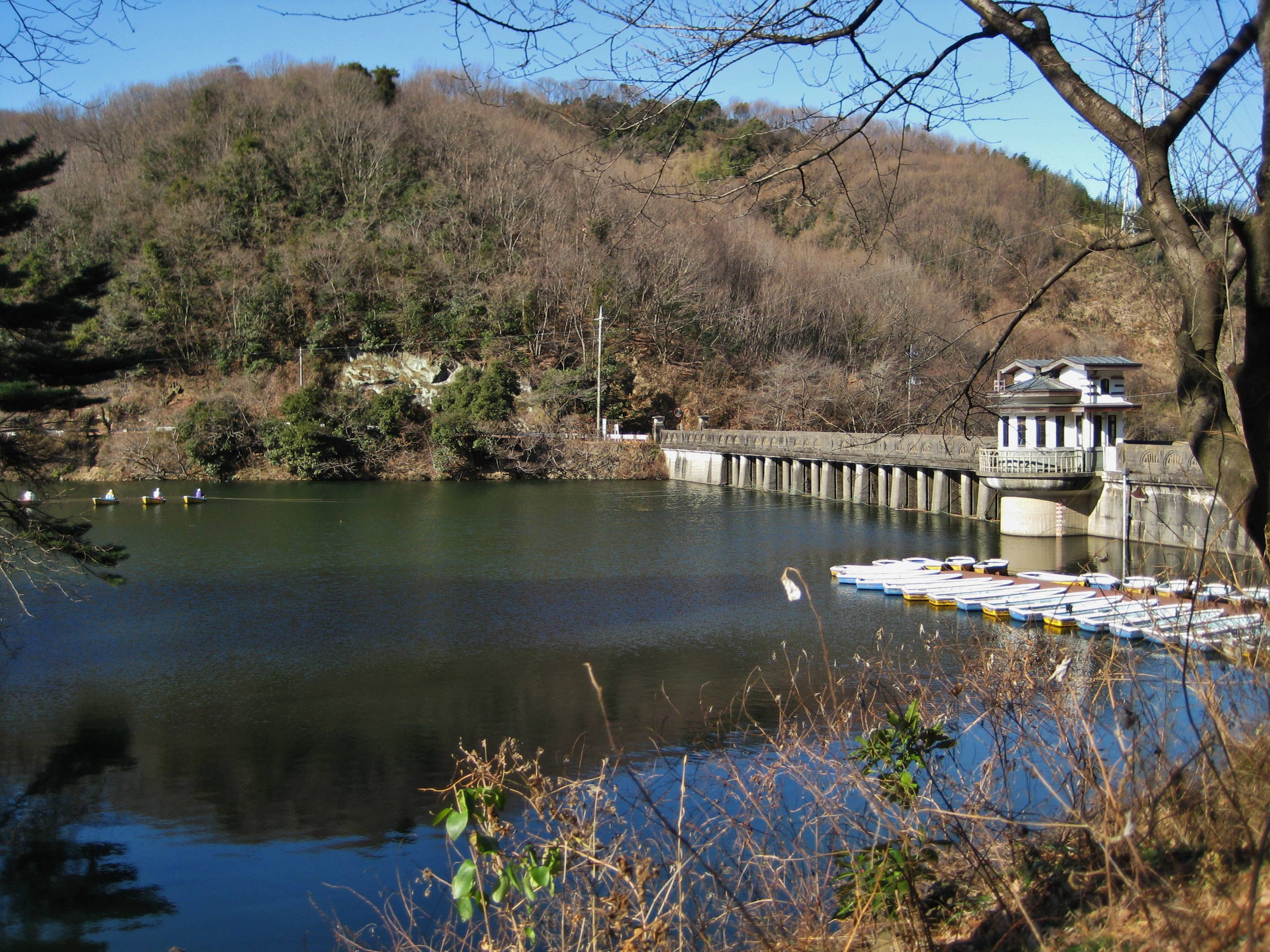
間瀬ダムと間瀬湖
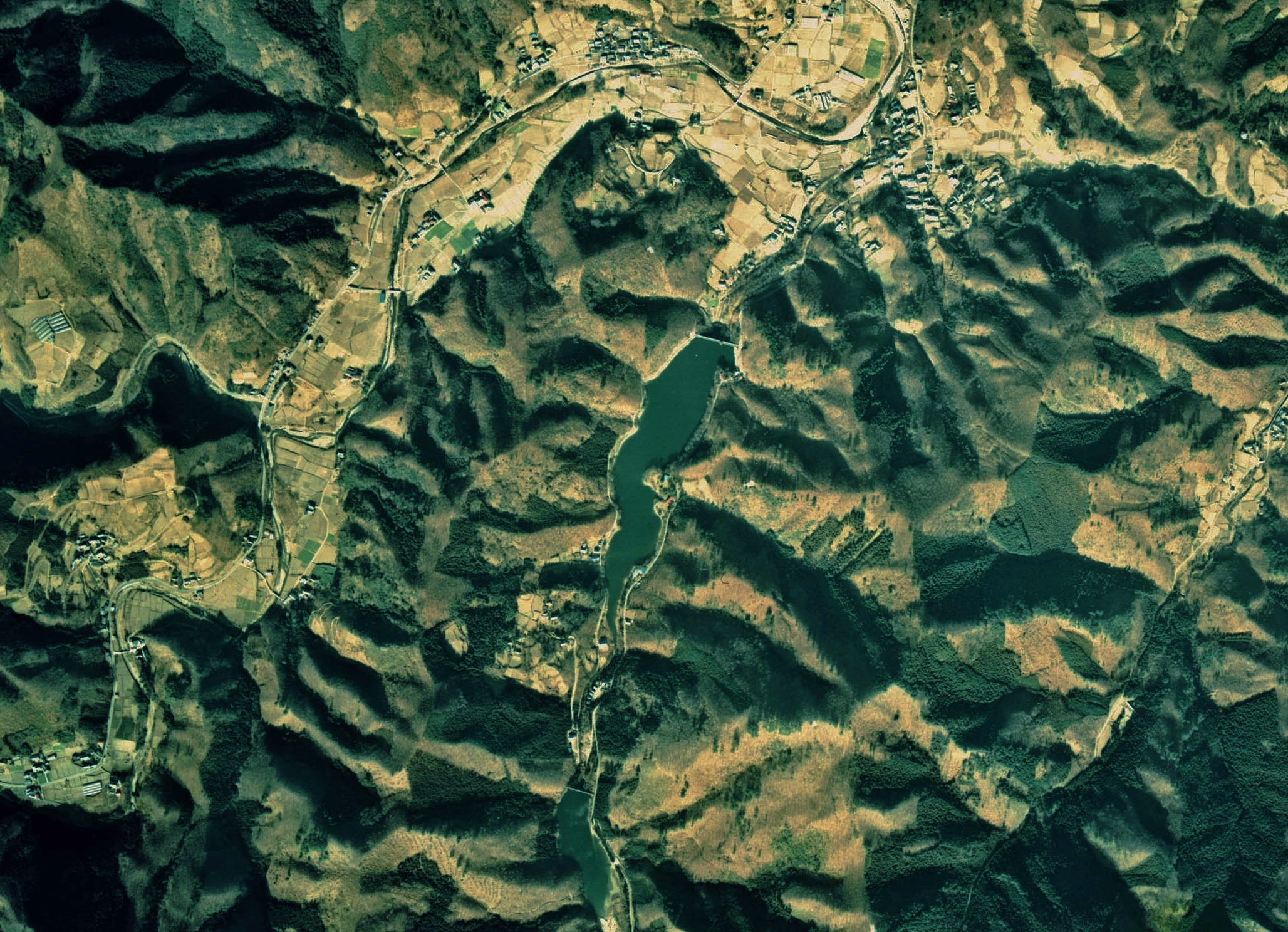
間瀬湖周辺の空中写真。1974年撮影。国土交通省 国土地理院 地図・空中写真閲覧サービスの空中写真を基に作成。

## 交通
鉄道：八高線児玉駅前から路線バス小平
車：国道462号、埼玉県道287号長瀞児玉線小平